# Synagoga w Kole

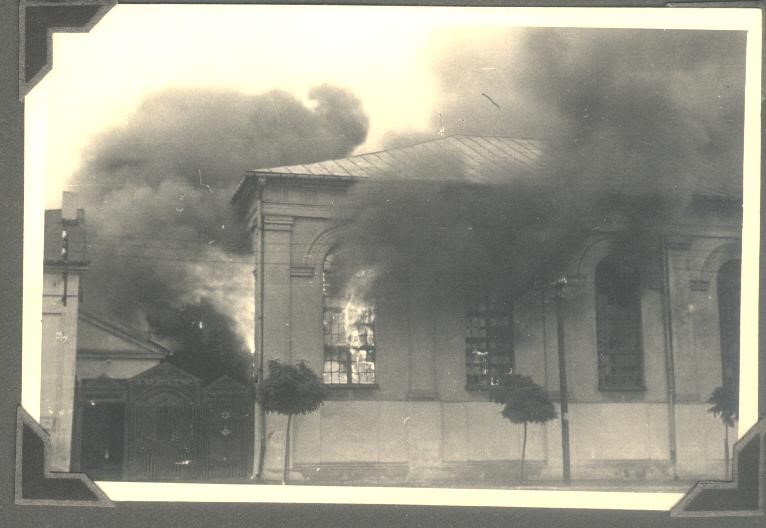
Płonąca synagoga w Kole, 20 września 1939 roku

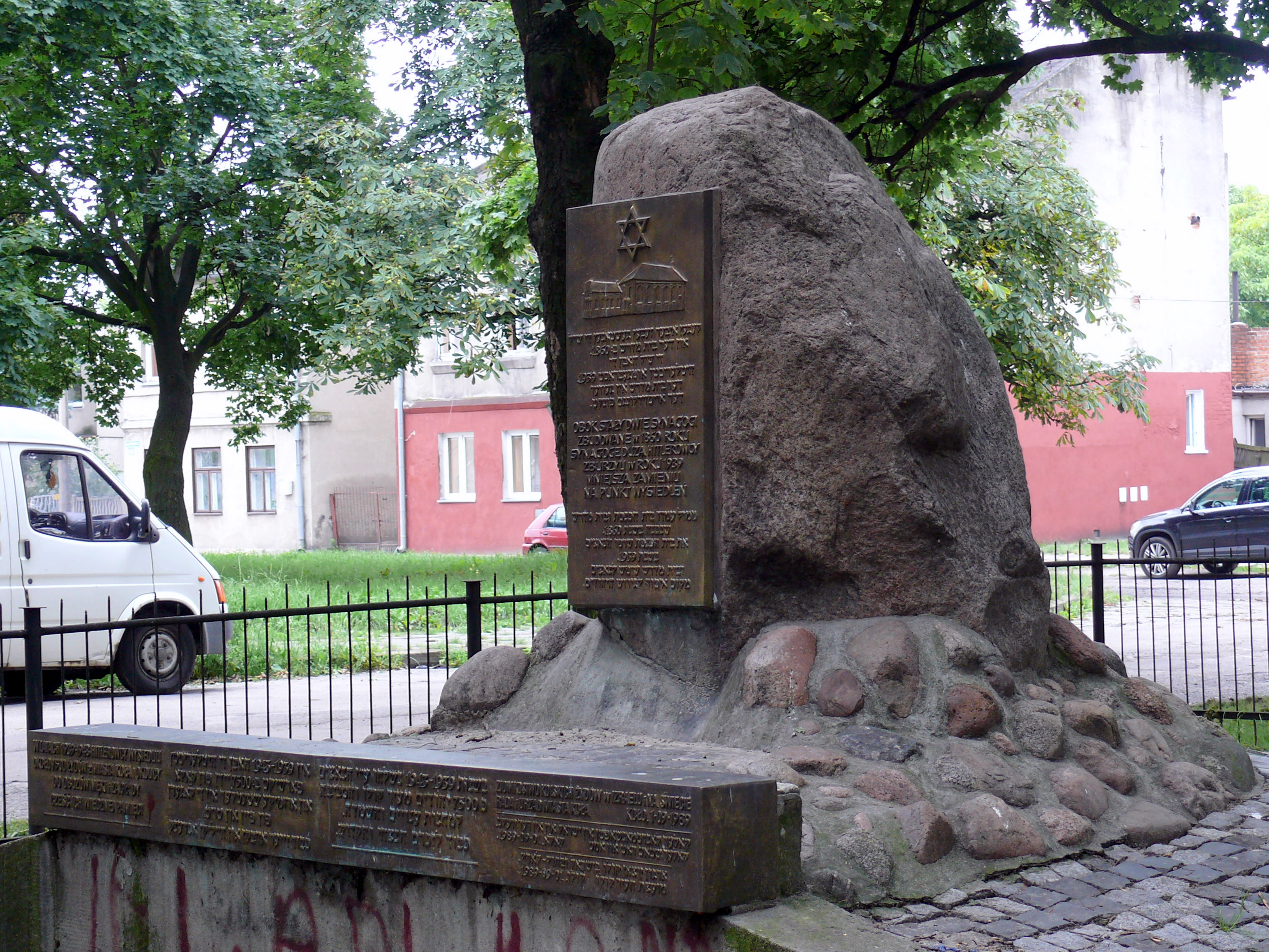
Pomnik w miejscu wyburzonej synagogi na Nowym Rynku

Synagoga w Kole – synagoga istniejąca niegdyś w Kole. Znajdowała się przy Nowym Rynku, który był zamieszkiwany głównie przez ludność żydowską.

## Historia
Pierwsza wzmianka o synagodze w Kole pochodzi z 1765 roku. Była to prawdopodobnie synagoga drewniana, położona przy Nowym Rynku, zwanym również Rynkiem Żydowskim. Do 1860 roku rolę głównej synagogi pełniła synagoga mniejsza. Około 1854 roku żydowska społeczność Koła podjęła decyzję o wybudowaniu nowej synagogi. Do kwietnia 1855 roku zebrano na ten cel 5037 rubli, kosztorys całej budowy wyniósł ponad 15156 rubli. Nową synagogę oddano do użytku pięć lat później. Był to budynek murowany, pokryty blachą. Najprawdopodobniej posiadał dwie kondygnacje. Powierzchnia synagogi (wraz z babińcem) wynosiła 666,36 metrów kwadratowych.
W okresie dwudziestolecia międzywojennego w synagodze odbywały się m.in. uroczystości patriotyczne. Dwa dni po wkroczeniu Niemców do miasta podczas kampanii wrześniowej, 20 września 1939 roku, synagoga została podpalona przez żołnierzy niemieckich. Niemcy nie pozwalali obecnym na miejscu mieszkańcom przystąpić do gaszenia pożaru. Gdy płomienie zaczęły zagrażać pobliskim budynkom, zmusili oni do tego Żydów. O wywołanie pożaru oskarżono samych Żydów, a gminę żydowską obłożono kontrybucją. 
Wiosną 1946 roku, decyzją Miejskiej Rady Narodowej w Kole, zarząd miejski zakupił ruiny spalonej synagogi. Cegły uzyskane z rozbiórki ruin planowano przeznaczyć na remont zniszczonych i opuszczonych budynków.  
W 1989 roku na Nowym Rynku (usytuowany został pomnik – w pobliżu miejsca usytuowania dawnych synagog. Jego pomysłodawcą był, mieszkający w Szwecji, Żyd Eliasz Zajde. Treść napisu na pomniku w językach polskim i hebrajskim, brzmi: „Synagogę dużą hitlerowcy zburzyli w roku 1939, mniejszą zamienili na punkt wysiedleń. W latach 1939–1943 hitlerowcy wysiedlili ok. 7500 Żydów z miasta Koła i okolicy do obozów męki i zagłady. Cześć ich wiecznej pamięci.”.